# Андон, Филипп Илларионович
Филипп Илларионович Андон (род. 16 октября 1938, Кирилловка, Молдавская АССР) — советский и украинский учёный в области программирования, академик НАН Украины (2006), доктор физико-математических наук (1986), заслуженный деятель науки и техники Украины.

## Биография
Родился 16 октября 1938 года в селе Кирилловка (Молдавская АССР). В 1961 г. после окончания физико-математического факультета Кишиневского государственного университета по специальности «математика» его направили на работу в Институт кибернетики АН УССР в г. Киеве.
В течение 1961—1969 гг. Филипп Илларионович преодолел в институте путь от инженера до младшего научного сотрудника. Он специализировался на создании средств вычислительной техники. Полученные им результаты легли в основу кандидатской диссертации, которую П. И. Андон защитил в 1967 г. В течение 1965—1967 гг. он без отрыва от производства учился в аспирантуре Института кибернетики АН УССР.
С 1969 до 1980 гг. П. И. Андон был руководителем отделения в Специальном конструкторском бюро Математических машин и систем Института кибернетики АН УССР, где работал над разработкой и практическим внедрением систем обработки данных на базе ЭВМ. Под его руководством выполнен ряд работ, которые получили широкое использование в народном хозяйстве.
С апреля 1980 г. по июнь 1985 г. он был заместителем директора по научной работе Специального конструкторско-технологического бюро программного обеспечения Института кибернетики, с июня 1985 г. по июль 1992 г. его возглавлял.
В 1992 г. Филипп Илларионович организовал Институт программных систем НАН Украины, директором которого стал впоследствии. В 1986 г. защитил диссертацию на соискание ученой степени доктора физико-математических наук.

## Научная деятельность
П. И. Андон опубликовал более 200 научных трудов, в том числе 5 монографий. Он подготовил 11 кандидатов и 5 докторов наук. Кроме этого, работал на педагогической работе: преподавал в Киевском национальном университете имени Т. Г. Шевченко, в течение 1986—1992 гг. был председателем Государственной экзаменационной комиссии в Национальном техническом университете Украины «Киевский политехнический институт».
Филипп Илларионович — признанный специалист в области информатики, программирования, информационных систем, баз данных и знаний. Он сделал значительный вклад в развитие украинской кибернетической школы. В 1961—1969 гг. П. И. Андон выполнил цикл работ по теории автоматов, разработал новые методы минимизации функций алгебры логики, которые используют при создании средств автоматизированного проектирования систем дискретного действия. С 1969 года основное направление научной деятельности ученого — программирование и информационные системы. Он предложил модель конвейерных программных систем, разработал методы их синтеза, анализа, оптимизации и организации конвейерных вычислений на базах данных и знаний больших объемов. Филипп Илларионович приобщился к формированию методологии создания прикладных программных систем, в рамках которой разработал методы и средства обеспечения надежности и качества программ на разных фазах их жизненного цикла, методы расчета стоимости, риска и надежности программных систем. По авторской участии и под научным руководством П. И. Андона на Украине разработаны основные стандарты по вопросам инженерии программных систем.
В области информационных систем, баз данных и знаний учёный разработал формальнологические основы построения интеллектуальных информационных систем, в частности теоретический фундамент, методы и средства концептуального моделирования предметных областей в условиях неполной и нечеткой информации, предложил и исследовал соответствующие модели данных и алгебры, разработал ряд методов обобщения информации в базах данных; предложил методологию создания информационно-аналитических систем для поддержки технологий проведения контент-аналитических исследований на полнотекстовых базах данных с целью количественного анализа, аналитической обработки и обобщения содержания текстов для выявления тенденций, закономерностей явлений и событий, отраженных в текстах. С его участием созданы и внедрены соответствующие программные средства (система КОНТЕНТ).
П. И. Андон известен как специалист по вопросам создания больших сложных распределенных систем. Под его руководством разработан ряд систем общегосударственного и отраслевого уровня (АИС ЮПИТЕР, ГАРТ, АРИАДНА). В последние несколько лет научно-практические усилия ученого сконцентрированы на разработке теории синтеза прикладных программных систем в семантическом Интернет-среде и на информационных технологиях поддержки научных исследований.
Филипп Илларионович один из инициаторов создания Национальной программы информатизации Украины и сотрудничества Украины с ЮНЕСКО. Он член
Консультативного совета по вопросам информатизации при Верховной Раде Украины, 
Международной компьютерной ассоциации АСМ и компьютерного общества 
IEEE, входит в состав Программных комитетов многих международных научных конференций по программированию. П. И. Андон — член редколлегий ряда профильных научных журналов (в частности, «Компьютерная математика», «Системные исследования и информационные технологии», «Управляющие системы и машины»), а также основатель и главный редактор журнала «Проблемы программирования».
В последние годы усилия П. И. Андона сконцентрированы на построении высокоскоростной оптоволоконной академической сети обмена данными (АМОД), разработке и внедрении современных информационных технологий поддержки научных исследований в повседневную деятельность НАН Украины, разработке средств и технологии создания электронных научных библиотек, развития ГРИД-среды, разработке теории синтеза прикладных программных систем в семантическом Интернет-среде. Особенно весомым является вклад Филиппа Илларионовича Андона в построении больших сложных распределенных систем общегосударственного и отраслевого уровня. На сегодня нашли широкое внедрение в структурные подразделения Министерства обороны и Государственной пограничной службы Украины системы СТВОЛ, ГАРТ, АРКАН, работающих в условиях реального времени. Кроме того, прошла промышленную эксплуатацию и введена в действие АМОД, которая интегрирована с польской научной сетью PIONER и Украинской научно-образовательной сети УРАН.

## Награды и звания
За плодотворный творческий труд, инновационную направленность научных исследований, высокую значимость и эффективность научной и педагогической деятельности П. И. Андон награждён:
- орденом «За заслуги» III степени
- орденом Трудового Красного Знамени
- медалью «За трудовую доблесть»
- медалью «За доблестный труд»
- Почетной грамотой Верховной Рады Украины

Он — лауреат государственных премий в области науки и техники УССР и Украины, премий Совета Министров СССР, премий НАН Украины имени. М. Глушкова и имени С. А. Лебедева.
Имеет почетное звание «Заслуженный деятель науки и техники Украины».